# Coalició d'Acord Popular
Coalició d'Acord Popular (croat Koalicija narodnog sporazuma, KNS) fou un bloc de partits nacionalistes i liberals format de cara a presentar-se a les eleccions legislatives croates de 1990. Fou impulsada per Savka Dabčević-Kučar i Miko Tripalo dirigents comunistes que havien protagonitzat la primavera croata de 1971 que, a diferència de la majoria de les icones nacionalistes croates, es va negar a formar el seu propi partit després de l'arribada del multipartidisme a Croàcia. Temien que el gran nombre de partits nacionalistes i anticomunistes que competien electoralment provocarien la divisió del vot, permetent així que la Lliga Comunista de Croàcia romandre en el poder. En comptes d'això, van advocar per formar una àmplia coalició de partits amb ells dos com a líders nominals.
Una altra raó adduïda per a la formació de la Coalició va ser el desig que Croàcia tingués un govern postcomunista format per molts partits en lloc d'un sol, cosa que havia de contribuir al desenvolupament de la naixent democràcia i evitar un eventual retorn a un règim de partit únic.
Al principi, semblava que el pla de Dabčević-Kučar i Tripalo funcionava. La coalició va aconseguir l'adhesió del centrista Partit Social Liberal Croat, del dretà Partit Democràtic Croat i del Partit Democristià Croat, així com l'esquerrà Socialdemòcrates de Croàcia i un cert nombre de candidats locals, grups ambientalistes i candidats individuals. Un altre impuls va arribar en forma de carta oberta dels 200 artistes, científics i intel·lectuals més importants de Croàcia van expressar el seu suport a la Coalició.
No obstant això, aviat es va fer evident que la coalició hauria de competir no només amb el govern comunista, sinó també amb Franjo Tudjman i la seva Unió Democràtica Croata. Aquest partit va ser catalogat com a extremista pels mitjans controlats per l'Estat, fent que la Coalició fos vista com a moderada. I els electors croats va veure l'extremisme com la resposta al nou nacionalisme serbi de Slobodan Milošević.
Un altre obstacle per a la Coalició va ser el sistema de votació a dues voltes, el que va afavorir els dos partits més forts. A la primera ronda de les eleccions es va fer evident que els comunistes reformistes, ara rebatejats en Partit Socialdemòcrata de Croàcia, tenien el suport suficient per finalitzar segons en la majoria de les constituències. La majoria dels candidats de la Coalició vanacabar en tercer lloc, encara que la majoria d'ells es van negar a sortir de les eleccions abans de la segona ronda.
Al final, va ser elegit només un petit nombre de candidats de la Coalició, un total de 21 diputats (7,9% dels vots). La HDZ va obtenir majoria al Parlament de Croàcia, mentre que el SDP es va convertir en el principal partit opositor.
Aviat la Coalició va començar a desintegrar-se. El HDS va tenir punts de vista radicals cap al nou govern de la HDZ, mentre que altres partits de la Coalició adoptaren polítiques més centristes. Dabčević-Kučar i Tripalo van fundar el Partit Popular Croat a la tardor de 1990.